# La ṭarīqa ‘alīya qādiriyya kasnazānīya

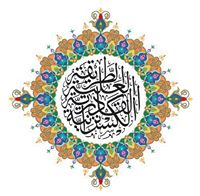
Orden Kasnazani (Tariqa)

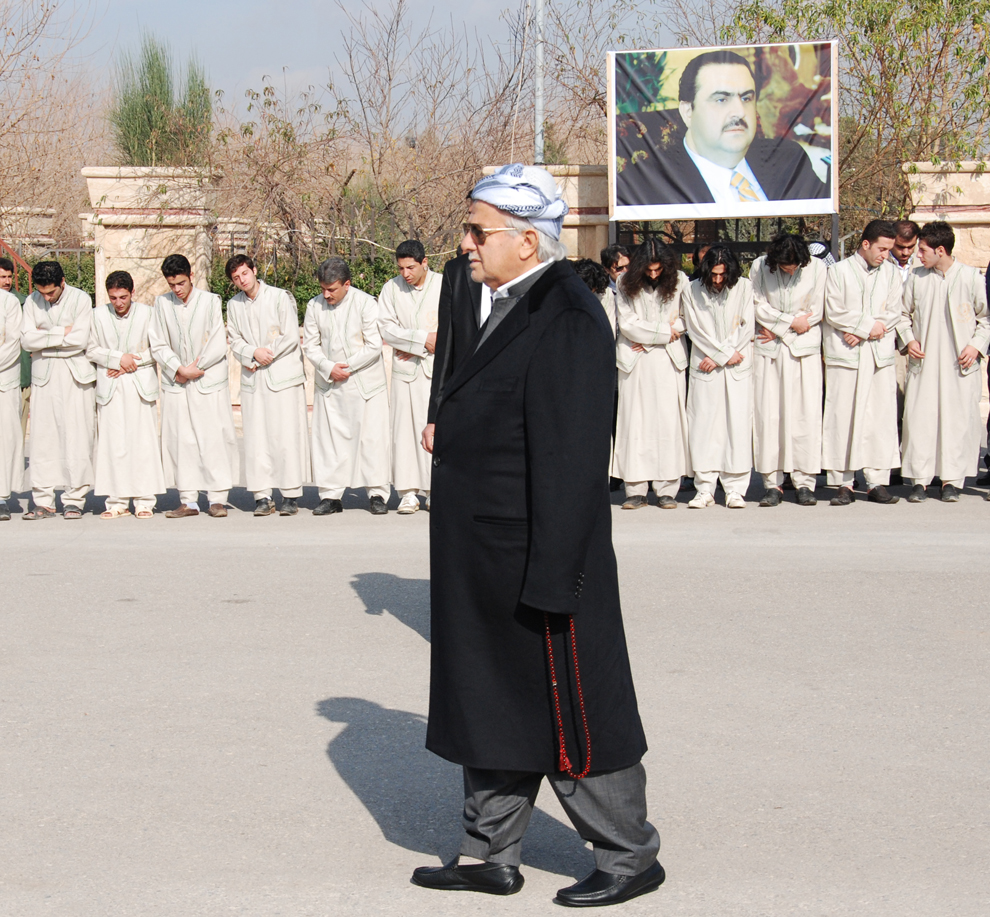
Shaikh Muhammad al-Kasnazani, el anterior líder de la orden

La ṭarīqa ʿAlí Qādiriyya Kasnazānī es una orden sufí ampliamente difundida en Irak e Irán, y también presente en otros países como Canadá y los Estados Unidos de América. La sede principal de esta ṭarīqa se encuentra en la provincia de Suleimaniya, en la Región del Kurdistán iraquí. Esta orden se atribuye al imán ʿAlī ibn Abī Ṭālib, al jeque ʿAbd al-Qādir al-Jīlānī, y al jeque ʿAbd al-Karīm al-Shāh al-Kasnazān. El título "Shāh al-Kasnazān" significa "el Sultán del mundo oculto o espiritual". El último de los shayjs de esta ṭarīqa es el jeque Nahro Muhammad ʿAbd al-Karīm al-Kasnazānī.

## Denominación
La ṭarīqa ʿAlí Qādiriyya Kasnazānī recibe su nombre de varias fuentes: se la denomina "ʿAlí" en referencia al Imán ʿAlī ibn Abī Ṭālib y "Qādiriyya" por el jeque ʿAbd al-Qādir al-Jīlānī. El término "Kasnazānī" es una palabra kurda que significa "nadie conoce su verdadera naturaleza". Este título fue otorgado a la familia de la ṭarīqa después de que su antepasado, el jeque ʿAbd al-Karīm al-Shāh al-Kasnazān, fuera apodado así debido a su retiro del mundo durante cuatro años en una montaña de Qara Dagh, en los alrededores de la ciudad de Sulaymaniyya. Cuando la gente preguntaba por él, simplemente se respondía con "Kasnazān". Al regresar, el título se difundió entre la gente y pasó a convertirse en el nombre de esta ṭarīqa, adoptada por ʿAbd al-Karīm, sus hijos y sus descendientes. La tribu a la que pertenece la familia Kasnazān es la de los sayyids de Barzinja, cuyo antepasado más antiguo fue el jeque ʿĪsā al-Barzanjī, el primero en establecerse en Barzinja, en el norte de Irak.

## Estructura jerárquica de la ṭarīqa
En la ṭarīqa Kasnazānī, el rango más alto es el de «Jeque de la ṭarīqa», posición actualmente ocupada por el jeque Nehru Muhammad ʿAbd al-Karīm al-Kasnazān tras el fallecimiento de su padre, el jeque Muhammad ʿAbd al-Karīm al-Kasnazān.
Después del jeque supremo, el siguiente rango es el de «wakīl ʿāmm» (representante general). A continuación se encuentra el rango de «jalīfa» (califa). Los califas son murīds (discípulos) que han recibido la autorización para establecer y dirigir una takiyya (casa de dhikr o recuerdo espiritual). 
Luego viene el rango llamado «murshid» (guía espiritual). Los murshids tienen la función de salir fuera de la takiyya y orientar a las personas para que se acerquen a las takiyyāt.

## Prácticas
Los seguidores de esta tariqa practican rituales y ceremonias que, según sus creencias, manifiestan *karamat* (manifestaciones espirituales extraordinarias). Entre estas prácticas se incluyen comer vidrio, resistir mordeduras de serpientes y la inserción de objetos afilados como varillas y espadas en diferentes partes del cuerpo, tales como las mejillas, la lengua, la base de la boca, el brazo, los músculos del pecho, el abdomen, entre otros.
Los seguidores sostienen que estas acciones son una continuación viva de los milagros del profeta Mahoma, con el objetivo de demostrar la existencia de Dios, reconocer Su unicidad, guiar a los extraviados hacia la fe, y manifestar la presencia divina en el mundo.
Algunos opositores consideran estas manifestaciones como fenómenos parapsicológicos, sin embargo, los guías espirituales de la orden afirman que permitir a los discípulos realizar estas prácticas forma parte del proceso de guía y orientación espiritual, y no deben ser utilizadas para presumir. Se enfatiza que estas manifestaciones deben emplearse exclusivamente con fines espirituales, y que su realización se da gracias a la fuerza espiritual de los maestros de la tariqa. En presencia del maestro, él decide cuándo es necesario realizarlas, y en su ausencia, el discípulo evalúa si su uso fortalecerá el impacto de la guía espiritual.
La orden también posee sus propios invocaciones espirituales y movimientos específicos de dhikr, como otras órdenes sufíes, que se realizan con el fin de educar el alma, combatir sus deseos y alcanzar la verdad de. Cabe señalar que actualmente la manifestación pública de estos *karamat* está prohibida por orden del actual sheij, Shams al-Din Muhammad Nahro, quien argumenta que cada época requiere un método distinto de orientación, y que en la actualidad, el enfoque debe ser la palabra amable y la exhortación sabia.

## Sheikhs de la Tariqa

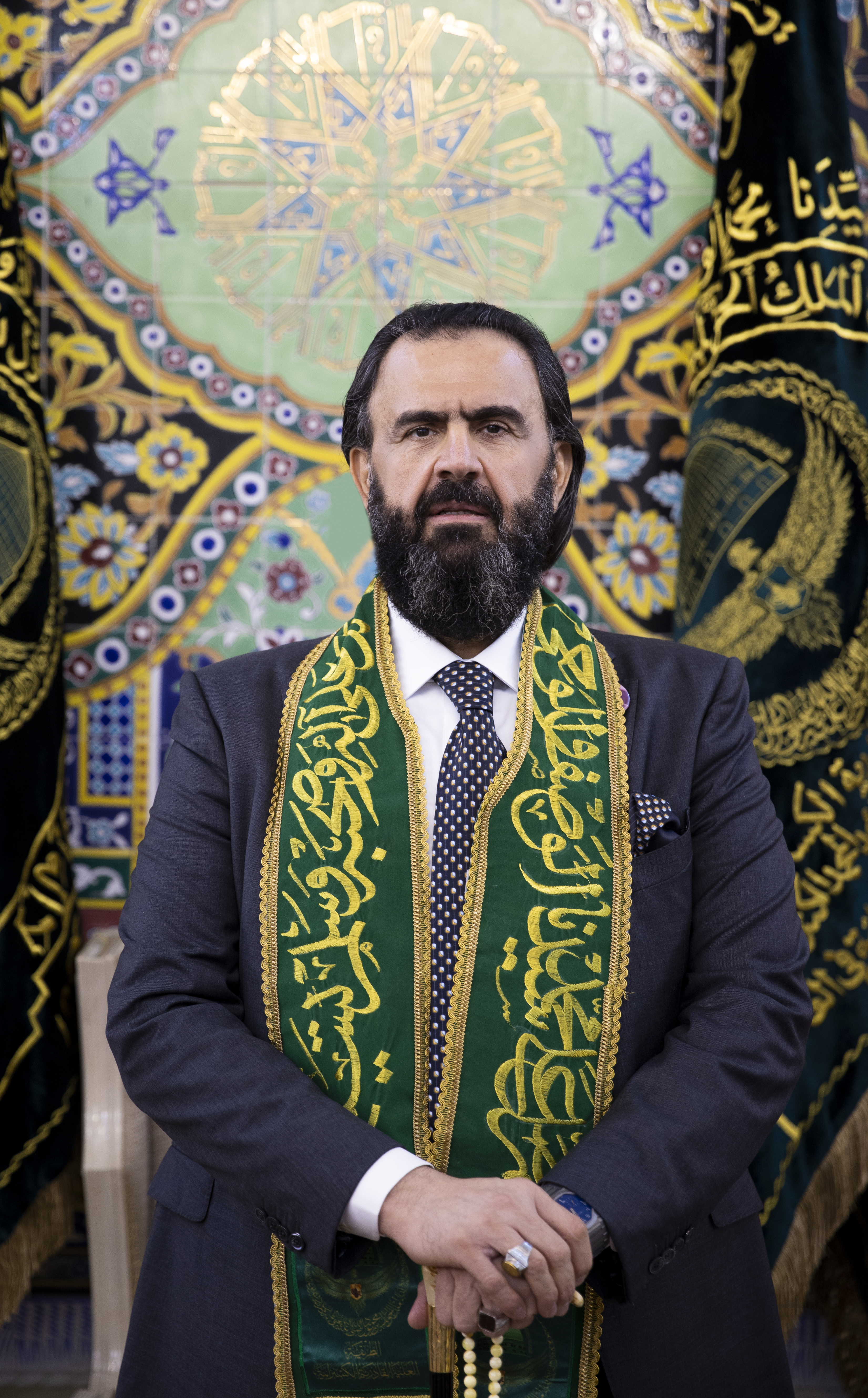
El actual Sheikh de la tariqa, Sheikh Shams al-Din Muhammad Nahro al-Kasnazani

Según sus creencias, esta tariqa fue revelada al profeta Mahoma, y de él al Imán Alí basado en el hadiz del profeta: «A quien yo soy su mawla, Alí es su mawla. ¡Oh Alá, sé amigo de quien sea su amigo y enemigo de quien sea su enemigo» y el hadiz: «Yo soy la ciudad del conocimiento y Alí es su puerta» Luego de él, la cadena se divide en dos ramas principales.
| Primera rama (la cadena dorada) |
| ------------------------------- |
| Imán Ali ibn Abi Talib          |
| Imán Husayn ibn Ali             |
| Imán Ali Zayn al-Abidin         |
| Imán Muhammad al-Baqir          |
| Imán Yá'far al-Sadiq            |
| Imán Musa al-Kazim              |
| Imán Ali al-Ridha               |
| Sheikh Ma'ruf al-Karkhi         |

A la segunda rama
| Segunda rama                                             |
| -------------------------------------------------------- |
| Sheikh Hasan al-Basri                                    |
| Sheikh Habib al-Ajami                                    |
| Sheikh Dawud al-Ta'i                                     |
| Sheikh Ma'ruf al-Karkhi                                  |
| Sheikh Sari al-Saqati                                    |
| Sheikh al-Junayd al-Baghdadi                             |
| Sheikh Abu Bakr al-Shibli                                |
| Sheikh Abd al-Wahid al-Yamani                            |
| Sheikh Abu Faraj al-Tartusi                              |
| Sheikh Ali al-Hakkari                                    |
| Sheikh Abu Sa'id al-Makhzumi                             |
| Sheikh Abdul Qadir al-Gilani                             |
| Sheikh Abdul Razzaq al-Gilani                            |
| Sheikh Dawud al-Thani                                    |
| Sheikh Muhammad Gharib al-Thani                          |
| Sheikh Abdul Fattah al-Sayyah                            |
| Sheikh Muhammad Qasim                                    |
| Sheikh Muhammad Sadiq                                    |
| Sheikh Husayn al-Basra'i                                 |
| Sheikh Ahmad al-Ahsai                                    |
| Sheikh Ismail al-Walyani                                 |
| Sheikh Muhyi al-Din Kirkuk                               |
| Sheikh Abdul Samad Kulla Zardah                          |
| Sheikh Husayn Kazan Qayah                                |
| Sheikh Abdul Qadir Kazan Qayah                           |
| Sheikh Abdul Karim al-Shah al-Kasnazani                  |
| Sheikh Sultan Husayn al-Kasnazani                        |
| Sheikh Abdul Karim al-Kasnazani                          |
| Sheikh Muhammad Abdul Karim al-Kasnazani                 |
| Sheikh Shams al-Din Muhammad Nahro Muhammad al-Kasnazani |